# Partido Socialista Brasileiro (1985)
O Partido Socialista Brasileiro (PSB) é um partido político brasileiro de centro-esquerda fundado em 1985 e registrado oficialmente em 1988. Foi criado por um grupo político que reivindicou a legenda e sigla do antigo PSB. O partido utiliza como símbolo um pombo da paz e suas cores são vermelho, amarelo e branco. Com 652.278 filiados em abril de 2025, é o décimo maior do país, localizados em São Paulo, Rio Grande do Sul e Minas Gerais os estados com mais membros.
O partido teve membros ocupando importantes postos nos governos dos presidentes Itamar Franco, Luiz Inácio Lula da Silva e Dilma Rousseff. Colocou-se como oposição aos governos de Fernando Collor, Michel Temer (interino) e Jair Bolsonaro, em determinados momentos, também aos governos de Fernando Henrique Cardoso e Dilma 2. Atualmente, tem filiados no alto escalão do governo de Luiz Inácio Lula da Silva, como o vice-presidente Geraldo Alckmin.

## História
No início de 1985, com a redemocratização, foi fundado um novo Partido Socialista Brasileiro, resgatando o mesmo programa e manifesto apresentados em 1947, por João Mangabeira.
Entre os signatários do partido, estavam os juristas Evandro Lins e Silva, Evaristo de Morais Filho e o escritor Rubem Braga. Para presidir a primeira comissão provisória foi escolhido o linguista Antônio Houaiss, que no ano seguinte deixou a presidência do partido para o senador Jamil Haddad. A secretaria geral ficou com Roberto Amaral (ex-PCBR).
O novo PSB nasceu buscando conquistar espaços em um eleitorado de esquerda já integrado a outros partidos (como o PT e o PDT). Em 1986, apesar da intensa mobilização, o PSB elegeu apenas uma deputada para a Constituinte. Mas dois anos depois, rompido com Leonel Brizola, o prefeito do Rio de Janeiro, Saturnino Braga deixou o PDT para retornar ao PSB, sua antiga agremiação. Em 1988, Arthur Virgílio Neto é eleito prefeito de Manaus pela legenda. Mais tarde, trocaria o PSB pelo PSDB.
Em 1989, o PSB coligou-se ao PT e ao PCdoB para formar a "Frente Brasil Popular", que lançou a primeira candidatura de Luiz Inácio Lula da Silva à presidência. O PSB indicou, então, a vaga para vice, com o senador gaúcho José Paulo Bisol (ex-PMDB e PSDB).

### Era Arraes
No início de 1990, após desligar-se do PMDB, o governador de Pernambuco, Miguel Arraes, anunciou sua adesão ao PSB. Candidato a deputado federal no mesmo ano, Arraes foi o mais votado do país e levou consigo mais 4 parlamentares.
Em 1992, elegeu prefeitos nas seguintes capitais: São Luís (com Conceição Andrade), Natal (Aldo Tinôco) e Maceió (com Ronaldo Lessa). Além de ganhar em outras cidades.
Situando-se entre Brizola e Lula, Arraes buscou no PSB a afirmação de sua liderança em nível nacional, consolidada em 1993, quando foi eleito presidente do partido, e no ano seguinte, quando assegurou o apoio do partido à candidatura de Lula (rompendo com o governo Itamar Franco e retirando seu ministro da Saúde, Jamil Haddad). No auge de sua popularidade, Arraes obteve 54% dos votos para o governo de Pernambuco (coligação PSB-PT-PPS-PDT) e foi eleito já no primeiro turno.
Além de Arraes, o PSB também conquistou em 1994 o governo do Amapá, com João Capiberibe, e uma vaga para o Senado no Pará, com Ademir Andrade.
O crescimento eleitoral do PSB intensificou as adesões nos anos seguintes. Em 1995, filiou-se o senador Antônio Carlos Valadares, de Sergipe, e em 1997 a ex-prefeita de São Paulo, Luiza Erundina (rompida com o PT). No entanto, o partido vetou a entrada de Ciro Gomes (ex-PSDB), o que facilitou uma nova aliança nacional com o PT, apoiando novamente Lula para a presidência em 1998.
No entanto, além da derrota de Lula, Miguel Arraes não teve sucesso em sua campanha pela reeleição em Pernambuco, sendo derrotado pelo PMDB de Jarbas Vasconcelos. A perda foi compensada, em parte, pela eleição de Ronaldo Lessa como governador de Alagoas e pela volta de Saturnino Braga ao Senado, representando o estado do Rio de Janeiro.

### Triênio de Garotinho
Em 2000, o PSB aceitou a filiação do governador do Rio de Janeiro, Anthony Garotinho, recém-saído do PDT após entrar em choque com Leonel Brizola. Alguns setores do partido, porém, temiam que que acontecesse o mesmo que aconteceu nos anos 1950, durante a aproximação com o janismo.
A adesão do governador fluminense acarretou a desfiliação do senador Saturnino Braga e do prefeito de Belo Horizonte, Célio de Castro. Ambos seguiram em direção ao PT.
Em 2002, Garotinho foi lançado candidato a presidente pelo PSB, com apoio dos pequenos PGT e PTC. Com uma plataforma populista e assistencialista, Garotinho obteve 15 milhões de votos (17,9%) em sua candidatura presidencial, ficando em terceiro lugar na disputa. Também mostrou sua força no próprio estado, ao eleger sua esposa, Rosinha Garotinho como governadora.
O partido também foi favorecido nacionalmente, elevando sua bancada para 22 parlamentares, e conquistando, além do Rio de Janeiro, os governos estaduais de Alagoas (Ronaldo Lessa, reeleito), Espírito Santo (Paulo Hartung) e Rio Grande do Norte (Wilma de Faria). No segundo turno da eleição presidencial, o PSB apoiou Lula, o que permitiu ao partido participar do governo, com a pasta da Ciência e Tecnologia (com Roberto Amaral).
O inevitável choque entre Garotinho (com sua pretensão de candidatar-se novamente em 2006) e o presidente Lula ampliou o crescente atrito entre o ex-governador e o partido, que só foi resolvido em agosto de 2003, quando a Direção Nacional do PSB realizou um recadastramento e a ficha de Garotinho não foi aceita pelo partido e significou a saída da governadora Rosinha Garotinho, sua esposa e doze deputados federais.

### Retorno do grupo de Arraes

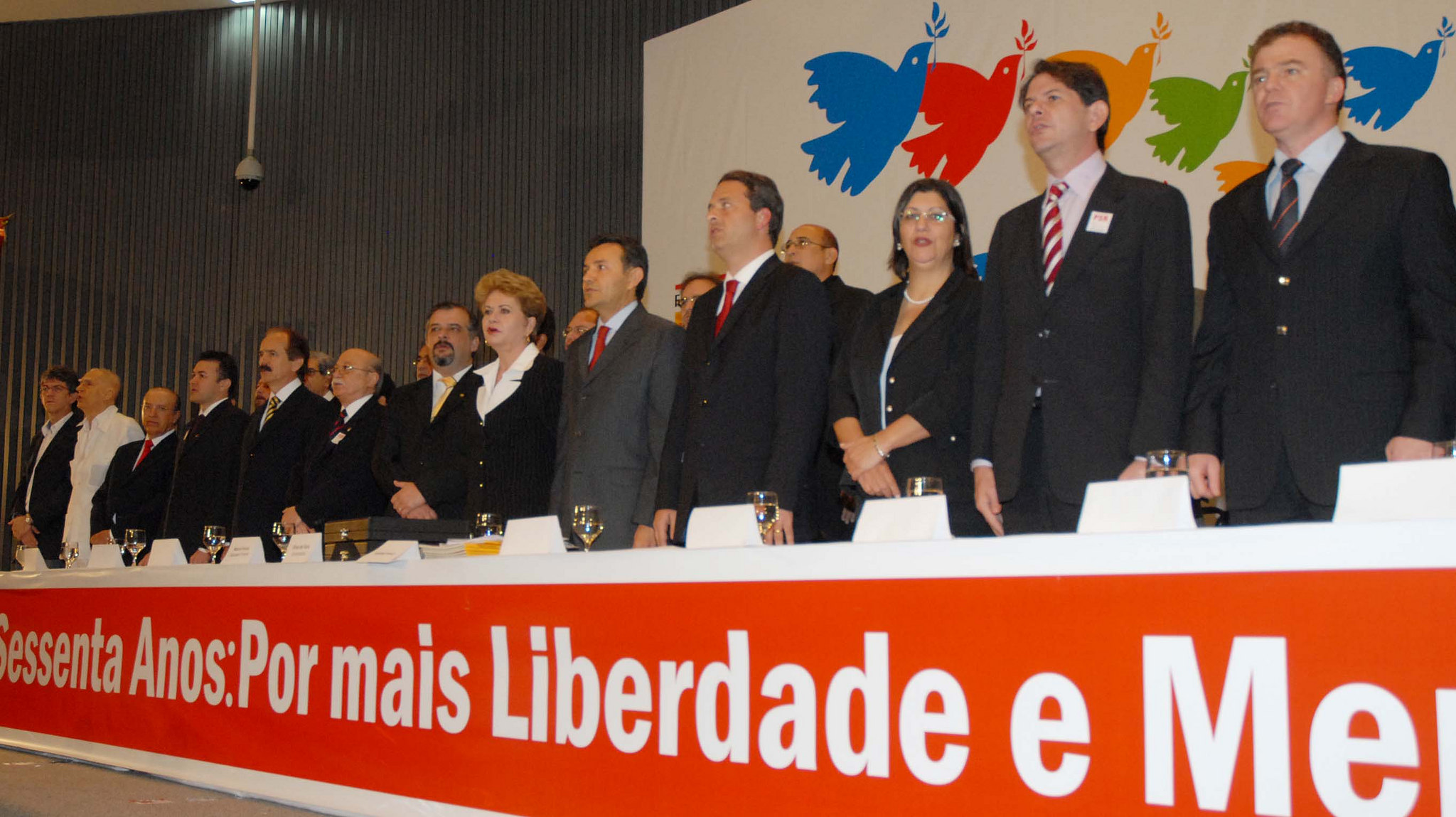
Reunião dos 60 anos do PSB, em 2006

A saída de Garotinho permitiu ao grupo político fiel a Miguel Arraes reassumir o prestígio perdido em 1998. No governo, Roberto Amaral foi substituído pelo deputado Eduardo Campos, neto e herdeiro político de Arraes (que morreria em agosto de 2014).
Fiel aliado ao governo Lula, o PSB ampliou suas filiações (chegando a 29 deputados federais) e também compensou a perda de dois governadores (Paulo Hartung, para o PMDB; e Ronaldo Lessa, para o PDT), ambos em choque com Arraes, com a filiação do ministro da Integração Nacional, Ciro Gomes (ex-PPS) e da senadora Patrícia Saboya.
Em 2006, o PSB anunciou apoio informal (sem coligação) à reeleição de Lula à presidência.
Em 2010, numa grande estratégia política que se provou vantajosa ao partido, a candidatura de Ciro Gomes foi deixada de lado em apoio a então ministra Dilma Rousseff. Em troca, o PT abriu mão da cabeça de chapa em diversos estados do Norte, do Nordeste e do Espírito Santo para apoiar os socialistas. O resultado foi que se tornou o segundo partido em número de governos estaduais, atrás apenas do PSDB. Em 2012, buscou um certo distanciamento de seus aliados tradicionais nas capitais, principalmente do PT, o que o ajudou a atingir o maior número de capitais e um aumento expressivo no número de prefeituras (de 310 em 2008 para 434 no primeiro turno de 2012). A candidatura do ex-presidente da sigla, Eduardo Campos, à Presidência da República nas eleições de 2014 foi anunciada pelo PSB em 14 de abril de 2014.
Em 13 de agosto de 2014, o candidato a presidência Eduardo Campos morreu em um acidente aéreo com um avião particular de campanha, na cidade de Santos, litoral de São Paulo.
Em 2014 também, o PSB negociou um processo de fusão (ou incorporação) com o Partido Popular Socialista (PPS), com possibilidades de participação do Partido Humanista da Solidariedade (PHS) e do Partido Ecológico Nacional (PEN), dentre outros. Tal processo não se concretizou.
Já fazendo parte da oposição ao governo Bolsonaro, em 2021 o PSB participou de negociações para aprovar uma federação partidária com PT, PCdoB e PV. Em 2022 o partido anunciou que não participaria da federação, porém daria apoio a candidatura de Lula nas eleições. Assim, indicou o recém filiado Geraldo Alckmin, ex-governador de São Paulo pelo PSDB, como candidato a vice-presidente na chapa de Lula, vencendo a Eleição presidencial no Brasil em 2022.

## Ideologia
O PSB é um partido de centro-esquerda de orientação reformista, apoiador da social-democracia, do progressismo, do federalismo e do parlamentarismo.
Além de sociais-democratas, o PSB agremia defensores do "socialismo criativo", ideologia que visa abordar a economia criativa sob uma perspectiva socialista de mercado, deduzindo que o desenvolvimento nacional é alcançável por meio de um robusto investimento estatal em setores relacionados à criatividade como, por exemplo, ciência, cultura e tecnologia.
Como minoria, a sigla ainda conta com sociais-liberais, sendo que, de acordo com o politólogo brasilianista Scott Mainwaring, o PSB é um misto de partido pega-tudo e partido de massas.

## Organização

### Vice-presidente
| Vice-presidente da República | Imagem |
| ---------------------------- | ------ |
| Geraldo Alckmin              |        |

### Parlamentares federais
| Senadores atuais (4) | Senadores atuais (4)       | Senadores atuais (4) |
| UF | Senador(a) e Legislaturas  | Imagem               |
| --- | -------------------------- | -------------------- |
| CE | Cid Gomes* 56ª e 57ª       | Cid Gomes Senador    |
| GO | Jorge Kajuru* 56ª e 57ª    | Jorge Kajuru         |
| PR | Flávio Arns* 56ª e 57ª     | Flávio Arns          |
| RR | Chico Rodrigues* 56ª e 57ª | Chico Rodrigues      |
| Observações: Os senadores marcados com o símbolo * foram eleitos em 2018 e 2022 por outros partidos. Nomes marcados com o símbolo + são suplentes em exercício ou efetivados. |                            |                      |

| Deputados federais atuais (15)                            | Deputados federais atuais (15) |
| UF                                                        | Deputado(a)                    |
| --------------------------------------------------------- | ------------------------------ |
| BA                                                        | Lídice da Mata                 |
| CE                                                        | Júnior Mano*                   |
| ES                                                        | Paulo Foletto                  |
| MA                                                        | Duarte Júnior                  |
| PE                                                        | Eriberto Medeiros              |
| PE                                                        | Felipe Carreras                |
| PE                                                        | Guilherme Uchoa Júnior         |
| PE                                                        | Lucas Ramos                    |
| PE                                                        | Pedro Campos                   |
| PB                                                        | Gervásio Agripino Maia         |
| PR                                                        | Luciano Ducci                  |
| RJ                                                        | Eduardo Bandeira de Mello      |
| RS                                                        | Heitor Schuch                  |
| SP                                                        | Tabata Amaral                  |
| SP                                                        | Jonas Donizette                |
| Observações: Em 2022, o PSB elegeu 13 deputados federais. |                                |

| Deputados estaduais atuais (53) | Deputados estaduais atuais (53) | Deputados estaduais atuais (53) | Deputados estaduais atuais (53) |
| UF | Deputado(a)                     | UF                              | Deputado(a)                     |
| --- | ------------------------------- | ------------------------------- | ------------------------------- |
| AC | Adailton Cruz                   | PB                              | Tião Gomes                      |
| BA | Soane Galvão                    | PB                              | Junior Araujo                   |
| BA | Angelo Almeida                  | PB                              | João Gonçalves                  |
| DF | Dayse Amarilio                  | PB                              | Hervázio Bezerra                |
| ES | Tyago Hoffmann                  | PR                              | Luís Corti                      |
| ES | Janete de Sá                    | PE                              | Delegada Gleide Angelo          |
| ES | Dary Pagung                     |                                 |                                 |
| GO | Karlos Cabral                   | PE                              | Eriberto Filho                  |
| MA | Iracema Vale                    | PE                              | Francismar                      |
| MA | Carlos Lula                     | PE                              | Aglailson Victor                |
| MA | Davi Brandão                    | PE                              | Dannilo Godoy                   |
| MA | Florêncio Neto                  | PE                              | Simone Santana                  |
| MA | Francisco Nagib                 | PE                              | France Hacker                   |
| MA | Andreia Martins Rezende         | PE                              | Rodrigo Farias                  |
| MA | Daniella Cunha                  | PE                              | Waldemar Borges                 |
| PE | Júnior Matuto                   |                                 |                                 |
| MA | Ariston Gonçalo                 | PE                              | Sileno                          |
| MA | Antônio Pereira                 | PE                              | Diogo Moraes                    |
| MT | Max Russi                       | RJ                              | Carlos Minc                     |
| MT | Fabinho                         | RJ                              | Jari                            |
| MT | Beto Dois a Um                  | RS                              | Elton Weber                     |
| MT | Dr. Eugênio                     | RO                              | Ismael Crispin                  |
| MG | Neilando Pimenta                | SP                              | Caio França                     |
| PA | Fábio Figueiras                 | SP                              | Andréa Werner                   |
| PB | Chico Mendes                    | SP                              | Valdomiro Lopes                 |
| PB | Tanilson Soares                 | TO                              | Moisemar Marinho                |
| Observações: Em 2022, o PSB elegeu 54 deputados estaduais. Nomes marcados com o símbolo * foram eleitos em 2022 por outros partidos. Nomes marcados com o símbolo + são suplentes em exercício ou efetivados. |                                 |                                 |                                 |

### Governadores
| Governadores atuais | Governadores atuais | Governadores atuais |
| UF | Governador          | Imagem              |
| --- | ------------------- | ------------------- |
| ES | Renato Casagrande   | Renato Casagrande   |
| MA | Carlos Brandão      | Carlos Brandão      |
| PB | João Azevêdo        | João Azevêdo        |
| Observação: O governador João Azevêdo (PB), eleito pelo PSB em 2018, saiu do partido em dezembro de 2019, mas retornou em fevereiro de 2022. Carlos Brandão foi eleito vice-governador pelo Republicanos em 2018, se filiou ao PSB em 2022, tornou-se governador com a renúncia de Flávio Dino, eleito pelo PCdoB e que ingressou no partido em 2021. |                     |                     |

### Congresso Nacional do PSB
| Nome                                      | Data             | Local    |
| ----------------------------------------- | ---------------- | -------- |
| I Congresso                               | outubro de 1987  | ?        |
| II Congresso                              | ?                | ?        |
| III Congresso                             | ?                | ?        |
| IV Congresso                              | setembro de 1993 | Maceió   |
| V Congresso                               | novembro de 1995 | Recife   |
| VI Congresso                              | novembro de 1997 | Brasília |
| VII Congresso                             | novembro de 1999 | Brasília |
| VIII Congresso                            | novembro de 2001 | Brasília |
| IX Congresso                              | dezembro de 2003 | Brasília |
| X Congresso                               | agosto de 2005   | Brasília |
| XI Congresso                              | junho de 2008    | Brasília |
| XII Congresso                             | dezembro de 2011 | Brasília |
| XIII Congresso                            | junho de 2014    | Brasília |
| XIV Congresso                             | março de 2018    | Brasília |
| XV Congresso Constituinte da Autorreforma | abril de 2022    | Brasília |

### Número de filiados
| Data      | Filiados | Crescimento anual | Crescimento anual |
| --------- | -------- | ----------------- | ----------------- |
| dez./2006 | 332.428  | —                 | —                 |
| dez./2007 | 396.535  | 64.107            | +19%              |
| dez./2008 | 423.505  | 26.970            | +7%               |
| dez./2009 | 411.455  | 12.050            | -3%               |
| dez./2010 | 492.556  | 81.101            | +20%              |
| dez./2011 | 564.500  | 71.994            | +15%              |
| dez./2012 | 581.194  | 16.694            | +3%               |
| dez./2013 | 583.060  | 1.866             | +0,3%             |
| dez./2014 | 584.745  | 1.685             | +0,2%             |
| dez./2015 | 608.092  | 23.347            | +4%               |
| dez./2016 | 648.197  | 40.105            | +7%               |
| dez./2017 | 654.235  | 6.038             | +1%               |
| dez./2018 | 655.896  | 1.661             | +0,3%             |
| dez./2019 | 618.024  | 37.872            | -6%               |
| dez./2020 | 644.813  | 26.789            | +4%               |
| dez./2021 | 635.837  | 8.976             | -1,3%             |
| dez./2022 | 627.389  | 8.448             | -1,3%             |
| dez./2023 | 617.757  | 9.632             | -1,5%             |
| set./2024 | 656.064  | 38.307            | +6,20%            |

## Desempenho eleitoral
| Legislatura     | Bancada  | %    | ±  |
| --------------- | -------- | ---- | -- |
| 48ª (1987–1991) | 1 / 494  | 0,20 | 1  |
| 49ª (1991–1995) | 11 / 503 | 2,18 | 10 |
| 50ª (1995–1999) | 14 / 513 | 2,72 | 3  |
| 51ª (1999–2003) | 18 / 513 | 3,50 | 4  |
| 52ª (2003–2007) | 22 / 513 | 4,28 | 4  |
| 53ª (2007–2011) | 27 / 513 | 5,26 | 3  |
| 54ª (2011–2015) | 35 / 513 | 6,82 | 8  |
| 55ª (2015–2019) | 34 / 513 | 6,62 | 1  |
| 56ª (2019–2023) | 32 / 513 | 6,23 | 2  |
| 57ª (2023–2027) | 14 / 513 | 3,81 | 18 |

Os números das bancadas representam o início de cada legislatura, desconsiderando, por exemplo, parlamentares que tenham mudado de partido posteriormente.

### Eleições estaduais
| Participação e desempenho do PSB nas eleições estaduais de 2022 |                                          |                                         | |                                    |                                     |
| Candidatos majoritários eleitos. Em negrito estão os candidatos filiados ao PSB durante a eleição. Os cargos obtidos na Câmara Federal e nas Assembleias Legislativas são referentes às coligações proporcionais que o PSB compôs. Tais coligações não são necessariamente iguais às coligações majoritárias e geralmente são menores. Não estão listados os futuros suplentes empossados. \| UF \| Candidatos(as) a Governador(a) e a Vice \| Candidatos(as) a Senadores(as) \| Coligação majoritária (governo e senado) \| Deputados(as) federais eleitos(as) \| Deputados(as) estaduais eleitos(as) \| \| -- \| ---------------------------------------- \| --------------------------------------- \| ---------------------------------------------------------------------------------------------------------------------------- \| ---------------------------------- \| ----------------------------------- \| \| AC \| ninguém \| Dr. Jenilson Leite (PSB) \| PSB \| \| \| \| AL \| Rodrigo Cunha (UNIÃO) \| Davi Davino Filho (PP) \| PSB / UNIÃO / Fed. PSDB Cidadania / PP / PODE \| \| \| \| AL \| Jó Pereira (PSDB) \| Davi Davino Filho (PP) \| PSB / UNIÃO / Fed. PSDB Cidadania / PP / PODE \| \| \| \| AM \| Ricardo Nicolau (Solidariedade) \| Bessa (Solidariedade) \| PSB / Solidariedade \| \| \| \| AM \| Crisitane Balieiro (PSB) \| Bessa (Solidariedade) \| PSB / Solidariedade \| \| \| \| AP \| ninguém \| João Capiberibe (PSB) \| PSB / FE Brasil (PT/PCdoB/PV) / Fed. PSOL REDE \| \| \| \| BA \| Jerônimo Rodrigues (PT) \| Otto Alencar (PSD) \| PSB / FE Brasil (PT/PCdoB/PV) / MDB / PSD / Avante \| \| \| \| BA \| Geraldo Junior (MDB) \| Otto Alencar (PSD) \| PSB / FE Brasil (PT/PCdoB/PV) / MDB / PSD / Avante \| \| \| \| CE \| Roberto Cláudio (PDT) \| Érika Amorim (PSD) \| PSB / PDT / PSD / PSC / Patriota / Agir / DC / PMN / PMB \| \| \| \| CE \| Domingos Filho (PSD) \| Érika Amorim (PSD) \| PSB / PDT / PSD / PSC / Patriota / Agir / DC / PMN / PMB \| \| \| \| DF \| apoio informal à Leandro Grass (PV) \| apoio informal à Rosilene Corrêa (PT) \| FE Brasil (PT/PCdoB/PV) \| \| \| \| DF \| apoio informal à Olgamir Amancia (PCdoB) \| apoio informal à Rosilene Corrêa (PT) \| FE Brasil (PT/PCdoB/PV) \| \| \| \| ES \| Renato Casagrande (PSB) \| Rose de Freitas (MDB) \| PSB / Fed. PSDB Cidadania / MDB / FE Brasil (PT/PCdoB/PV) / PP / PDT / PODE \| \| \| \| ES \| Ricardo Ferraço (PSDB) \| Rose de Freitas (MDB) \| PSB / Fed. PSDB Cidadania / MDB / FE Brasil (PT/PCdoB/PV) / PP / PDT / PODE \| \| \| \| GO \| Wolmir Amado (PT) \| Denise Carvalho (PCdoB) \| PSB / FE Brasil (PT/PCdoB/PV) \| \| \| \| GO \| Fernando Tibúrcio (PSB) \| Denise Carvalho (PCdoB) \| PSB / FE Brasil (PT/PCdoB/PV) \| \| \| \| MA \| Carlos Brandão (PSB) \| Flávio Dino (PSB) \| PSB / FE Brasil (PT/PCdoB/PV) / Fed. PSDB Cidadania / MDB / PP / Patriota / PODE \| \| \| \| MA \| Felipe Camarão (PT) \| Flávio Dino (PSB) \| PSB / FE Brasil (PT/PCdoB/PV) / Fed. PSDB Cidadania / MDB / PP / Patriota / PODE \| \| \| \| MG \| Alexandre Kalil (PSD) \| Alexandre Silveira (PSD) \| PSB / PSD / FE Brasil (PT/PCdoB/PV) \| \| \| \| MG \| André Quintão (PT) \| Alexandre Silveira (PSD) \| PSB / PSD / FE Brasil (PT/PCdoB/PV) \| \| \| \| MS \| Eduardo Riedel (PSDB) \| Tereza Cristina (PP) \| PSB / Fed. PSDB Cidadania / PP / PL / Republicanos / PDT \| \| \| \| MS \| Barbosinha (PP) \| Tereza Cristina (PP) \| PSB / Fed. PSDB Cidadania / PP / PL / Republicanos / PDT \| \| \| \| MT \| Mauro Mendes (UNIÃO) \| Wellington Fagundes (PL) \| PSB / UNIÃO / Republicanos / PL / MDB / Fed. PSDB Cidadania / PODE / PROS \| \| \| \| MT \| Otaviano Pivetta (Republicanos) \| Wellington Fagundes (PL) \| PSB / UNIÃO / Republicanos / PL / MDB / Fed. PSDB Cidadania / PODE / PROS \| \| \| \| PA \| Helder Barbalho (MDB) \| apoio informal a Manoel Pioneiro (PSDB) \| PSB / MDB / Fed. PSDB Cidadania / FE Brasil (PT/PCdoB/PV) / UNIÃO / PP / PDT / PODE / PSD / Avante / Republicanos / PTB / DC \| \| \| \| PA \| Hana Ghassan (MDB) \| apoio informal a Manoel Pioneiro (PSDB) \| PSB / MDB / Fed. PSDB Cidadania / FE Brasil (PT/PCdoB/PV) / UNIÃO / PP / PDT / PODE / PSD / Avante / Republicanos / PTB / DC \| \| \| \| PB \| João Azevêdo (PSB) \| Pollyanna Dutra (PSB) \| PSB / PP / PSD / Avante / Solidariedade / Republicanos / PODE / Patriota / Agir / PMN \| \| \| \| PB \| Lucas Ribeiro (PP) \| Pollyanna Dutra (PSB) \| PSB / PP / PSD / Avante / Solidariedade / Republicanos / PODE / Patriota / Agir / PMN \| \| \| \| PE \| Danilo Cabral (PSB) \| Teresa Leitão (PT) \| PSB / FE Brasil (PT/PCdoB/PV) / Republicanos / MDB / PDT / PP \| \| \| \| PE \| Luciana Santos (PCdoB) \| Teresa Leitão (PT) \| PSB / FE Brasil (PT/PCdoB/PV) / Republicanos / MDB / PDT / PP \| \| \| \| PI \| Rafael Fonteles (PT) \| Wellington Dias (PT) \| PSB / FE Brasil (PT/PCdoB/PV) / MDB / PSD / Solidariedade / PROS / Agir \| \| \| \| PI \| Themístocles Filho (MDB) \| Wellington Dias (PT) \| PSB / FE Brasil (PT/PCdoB/PV) / MDB / PSD / Solidariedade / PROS / Agir \| \| \| \| PR \| ninguém \| Álvaro Dias (PODE) \| PSB / PODE / Fed. PSDB Cidadania / PSC / Patriota \| \| \| \| RJ \| Marcelo Freixo (PSB) \| Alessandro Molon (PSB) \| PSB / Fed. PSDB Cidadania / FE Brasil (PT/PCdoB/PV) / Fed. PSOL REDE \| \| \| \| RJ \| César Maia (PSDB) \| Alessandro Molon (PSB) \| PSB / Fed. PSDB Cidadania / FE Brasil (PT/PCdoB/PV) / Fed. PSOL REDE \| \| \| \| RN \| ninguém \| Rafael Motta (PSB) \| PSB / Avante / Agir \| \| \| \| RO \| Daniel Pereira (Solidariedade) \| Acir Gurgacz (PDT) indeferido \| PSB / Solidariedade / FE Brasil (PT/PCdoB/PV) / PDT \| \| \| \| RO \| Anselmo de Jesus (PT) \| Acir Gurgacz (PDT) indeferido \| PSB / Solidariedade / FE Brasil (PT/PCdoB/PV) / PDT \| \| \| \| RR \| Teresa Surita (MDB) \| Romero Jucá (MDB) \| PSB / MDB / PL / PMB \| \| \| \| RR \| Édio Lopes (PL) \| Romero Jucá (MDB) \| PSB / MDB / PL / PMB \| \| \| \| RS \| Vicente Bogo (PSB) \| Sanny Figueiredo (PSB) \| PSB \| \| \| \| RS \| Josiane Paz (PSB) \| Sanny Figueiredo (PSB) \| PSB \| \| \| \| SC \| Décio Lima (PT) \| Dário Berger (PSB) \| PSB / FE Brasil (PT/PCdoB/PV) / Solidariedade \| \| \| \| SC \| Bia Vargas (PSB) \| Dário Berger (PSB) \| PSB / FE Brasil (PT/PCdoB/PV) / Solidariedade \| \| \| \| SE \| Rogério Carvalho (PT) \| Valadares Filho (PSB) \| PSB / FE Brasil (PT/PCdoB/PV) / MDB / Solidariedade \| \| \| \| SE \| Sérgio Gama (MDB) \| Valadares Filho (PSB) \| PSB / FE Brasil (PT/PCdoB/PV) / MDB / Solidariedade \| \| \| \| SP \| Fernando Haddad (PT) \| Márcio França (PSB) \| PSB / FE Brasil (PT/PCdoB/PV) / Fed. PSOL REDE / Agir \| \| \| \| SP \| Lúcia França (PSB) \| Márcio França (PSB) \| PSB / FE Brasil (PT/PCdoB/PV) / Fed. PSOL REDE / Agir \| \| \| \| TO \| apoio informal a Ronaldo Dimas (PL) \| Carlos Amastha (PSB) \| PL / MDB / PODE \| \| \| \| TO \| apoio informal a Freire Júnior (MDB) \| Carlos Amastha (PSB) \| PL / MDB / PODE \| \| \| |                                          |                                         | |                                    |                                     |
| UF | Candidatos(as) a Governador(a) e a Vice  | Candidatos(as) a Senadores(as)          | Coligação majoritária (governo e senado)                                                                                     | Deputados(as) federais eleitos(as) | Deputados(as) estaduais eleitos(as) |
| AC | ninguém                                  | Dr. Jenilson Leite (PSB)                | PSB |                                    |                                     |
| AL | Rodrigo Cunha (UNIÃO)                    | Davi Davino Filho (PP)                  | PSB / UNIÃO / Fed. PSDB Cidadania / PP / PODE                                                                                |                                    |                                     |
| AL | Jó Pereira (PSDB)                        | Davi Davino Filho (PP)                  | PSB / UNIÃO / Fed. PSDB Cidadania / PP / PODE                                                                                |                                    |                                     |
| AM | Ricardo Nicolau (Solidariedade)          | Bessa (Solidariedade)                   | PSB / Solidariedade |                                    |                                     |
| AM | Crisitane Balieiro (PSB)                 | Bessa (Solidariedade)                   | PSB / Solidariedade |                                    |                                     |
| AP | ninguém                                  | João Capiberibe (PSB)                   | PSB / FE Brasil (PT/PCdoB/PV) / Fed. PSOL REDE                                                                               |                                    |                                     |
| BA | Jerônimo Rodrigues (PT)                  | Otto Alencar (PSD)                      | PSB / FE Brasil (PT/PCdoB/PV) / MDB / PSD / Avante                                                                           |                                    |                                     |
| BA | Geraldo Junior (MDB)                     | Otto Alencar (PSD)                      | PSB / FE Brasil (PT/PCdoB/PV) / MDB / PSD / Avante                                                                           |                                    |                                     |
| CE | Roberto Cláudio (PDT)                    | Érika Amorim (PSD)                      | PSB / PDT / PSD / PSC / Patriota / Agir / DC / PMN / PMB                                                                     |                                    |                                     |
| CE | Domingos Filho (PSD)                     | Érika Amorim (PSD)                      | PSB / PDT / PSD / PSC / Patriota / Agir / DC / PMN / PMB                                                                     |                                    |                                     |
| DF | apoio informal à Leandro Grass (PV)      | apoio informal à Rosilene Corrêa (PT)   | FE Brasil (PT/PCdoB/PV) |                                    |                                     |
| DF | apoio informal à Olgamir Amancia (PCdoB) | apoio informal à Rosilene Corrêa (PT)   | FE Brasil (PT/PCdoB/PV) |                                    |                                     |
| ES | Renato Casagrande (PSB)                  | Rose de Freitas (MDB)                   | PSB / Fed. PSDB Cidadania / MDB / FE Brasil (PT/PCdoB/PV) / PP / PDT / PODE                                                  |                                    |                                     |
| ES | Ricardo Ferraço (PSDB)                   | Rose de Freitas (MDB)                   | PSB / Fed. PSDB Cidadania / MDB / FE Brasil (PT/PCdoB/PV) / PP / PDT / PODE                                                  |                                    |                                     |
| GO | Wolmir Amado (PT)                        | Denise Carvalho (PCdoB)                 | PSB / FE Brasil (PT/PCdoB/PV)                                                                                                |                                    |                                     |
| GO | Fernando Tibúrcio (PSB)                  | Denise Carvalho (PCdoB)                 | PSB / FE Brasil (PT/PCdoB/PV)                                                                                                |                                    |                                     |
| MA | Carlos Brandão (PSB)                     | Flávio Dino (PSB)                       | PSB / FE Brasil (PT/PCdoB/PV) / Fed. PSDB Cidadania / MDB / PP / Patriota / PODE                                             |                                    |                                     |
| MA | Felipe Camarão (PT)                      | Flávio Dino (PSB)                       | PSB / FE Brasil (PT/PCdoB/PV) / Fed. PSDB Cidadania / MDB / PP / Patriota / PODE                                             |                                    |                                     |
| MG | Alexandre Kalil (PSD)                    | Alexandre Silveira (PSD)                | PSB / PSD / FE Brasil (PT/PCdoB/PV)                                                                                          |                                    |                                     |
| MG | André Quintão (PT)                       | Alexandre Silveira (PSD)                | PSB / PSD / FE Brasil (PT/PCdoB/PV)                                                                                          |                                    |                                     |
| MS | Eduardo Riedel (PSDB)                    | Tereza Cristina (PP)                    | PSB / Fed. PSDB Cidadania / PP / PL / Republicanos / PDT                                                                     |                                    |                                     |
| MS | Barbosinha (PP)                          | Tereza Cristina (PP)                    | PSB / Fed. PSDB Cidadania / PP / PL / Republicanos / PDT                                                                     |                                    |                                     |
| MT | Mauro Mendes (UNIÃO)                     | Wellington Fagundes (PL)                | PSB / UNIÃO / Republicanos / PL / MDB / Fed. PSDB Cidadania / PODE / PROS                                                    |                                    |                                     |
| MT | Otaviano Pivetta (Republicanos)          | Wellington Fagundes (PL)                | PSB / UNIÃO / Republicanos / PL / MDB / Fed. PSDB Cidadania / PODE / PROS                                                    |                                    |                                     |
| PA | Helder Barbalho (MDB)                    | apoio informal a Manoel Pioneiro (PSDB) | PSB / MDB / Fed. PSDB Cidadania / FE Brasil (PT/PCdoB/PV) / UNIÃO / PP / PDT / PODE / PSD / Avante / Republicanos / PTB / DC |                                    |                                     |
| PA | Hana Ghassan (MDB)                       | apoio informal a Manoel Pioneiro (PSDB) | PSB / MDB / Fed. PSDB Cidadania / FE Brasil (PT/PCdoB/PV) / UNIÃO / PP / PDT / PODE / PSD / Avante / Republicanos / PTB / DC |                                    |                                     |
| PB | João Azevêdo (PSB)                       | Pollyanna Dutra (PSB)                   | PSB / PP / PSD / Avante / Solidariedade / Republicanos / PODE / Patriota / Agir / PMN                                        |                                    |                                     |
| PB | Lucas Ribeiro (PP)                       | Pollyanna Dutra (PSB)                   | PSB / PP / PSD / Avante / Solidariedade / Republicanos / PODE / Patriota / Agir / PMN                                        |                                    |                                     |
| PE | Danilo Cabral (PSB)                      | Teresa Leitão (PT)                      | PSB / FE Brasil (PT/PCdoB/PV) / Republicanos / MDB / PDT / PP                                                                |                                    |                                     |
| PE | Luciana Santos (PCdoB)                   | Teresa Leitão (PT)                      | PSB / FE Brasil (PT/PCdoB/PV) / Republicanos / MDB / PDT / PP                                                                |                                    |                                     |
| PI | Rafael Fonteles (PT)                     | Wellington Dias (PT)                    | PSB / FE Brasil (PT/PCdoB/PV) / MDB / PSD / Solidariedade / PROS / Agir                                                      |                                    |                                     |
| PI | Themístocles Filho (MDB)                 | Wellington Dias (PT)                    | PSB / FE Brasil (PT/PCdoB/PV) / MDB / PSD / Solidariedade / PROS / Agir                                                      |                                    |                                     |
| PR | ninguém                                  | Álvaro Dias (PODE)                      | PSB / PODE / Fed. PSDB Cidadania / PSC / Patriota                                                                            |                                    |                                     |
| RJ | Marcelo Freixo (PSB)                     | Alessandro Molon (PSB)                  | PSB / Fed. PSDB Cidadania / FE Brasil (PT/PCdoB/PV) / Fed. PSOL REDE                                                         |                                    |                                     |
| RJ | César Maia (PSDB)                        | Alessandro Molon (PSB)                  | PSB / Fed. PSDB Cidadania / FE Brasil (PT/PCdoB/PV) / Fed. PSOL REDE                                                         |                                    |                                     |
| RN | ninguém                                  | Rafael Motta (PSB)                      | PSB / Avante / Agir |                                    |                                     |
| RO | Daniel Pereira (Solidariedade)           | Acir Gurgacz (PDT) indeferido           | PSB / Solidariedade / FE Brasil (PT/PCdoB/PV) / PDT                                                                          |                                    |                                     |
| RO | Anselmo de Jesus (PT)                    | Acir Gurgacz (PDT) indeferido           | PSB / Solidariedade / FE Brasil (PT/PCdoB/PV) / PDT                                                                          |                                    |                                     |
| RR | Teresa Surita (MDB)                      | Romero Jucá (MDB)                       | PSB / MDB / PL / PMB |                                    |                                     |
| RR | Édio Lopes (PL)                          | Romero Jucá (MDB)                       | PSB / MDB / PL / PMB |                                    |                                     |
| RS | Vicente Bogo (PSB)                       | Sanny Figueiredo (PSB)                  | PSB |                                    |                                     |
| RS | Josiane Paz (PSB)                        | Sanny Figueiredo (PSB)                  | PSB |                                    |                                     |
| SC | Décio Lima (PT)                          | Dário Berger (PSB)                      | PSB / FE Brasil (PT/PCdoB/PV) / Solidariedade                                                                                |                                    |                                     |
| SC | Bia Vargas (PSB)                         | Dário Berger (PSB)                      | PSB / FE Brasil (PT/PCdoB/PV) / Solidariedade                                                                                |                                    |                                     |
| SE | Rogério Carvalho (PT)                    | Valadares Filho (PSB)                   | PSB / FE Brasil (PT/PCdoB/PV) / MDB / Solidariedade                                                                          |                                    |                                     |
| SE | Sérgio Gama (MDB)                        | Valadares Filho (PSB)                   | PSB / FE Brasil (PT/PCdoB/PV) / MDB / Solidariedade                                                                          |                                    |                                     |
| SP | Fernando Haddad (PT)                     | Márcio França (PSB)                     | PSB / FE Brasil (PT/PCdoB/PV) / Fed. PSOL REDE / Agir                                                                        |                                    |                                     |
| SP | Lúcia França (PSB)                       | Márcio França (PSB)                     | PSB / FE Brasil (PT/PCdoB/PV) / Fed. PSOL REDE / Agir                                                                        |                                    |                                     |
| TO | apoio informal a Ronaldo Dimas (PL)      | Carlos Amastha (PSB)                    | PL / MDB / PODE |                                    |                                     |
| TO | apoio informal a Freire Júnior (MDB)     | Carlos Amastha (PSB)                    | PL / MDB / PODE |                                    |                                     |

| Participação e desempenho do PSB nas eleições estaduais de 2018 |                                         |                                | | | |
| Candidatos majoritários eleitos (7 governadores e 13 senadores). Em negrito estão os candidatos filiados ao PSB durante a eleição. Os cargos obtidos na Câmara Federal e nas Assembleias Legislativas são referentes às coligações proporcionais que o PSB compôs. Tais coligações não são necessariamente iguais às coligações majoritárias e geralmente são menores. Não estão listados os futuros suplentes empossados. \| UF \| Candidatos(as) a Governador(a) e a Vice \| Candidatos(as) a Senadores(as) \| Coligação majoritária (governo e senado) \| Deputados(as) federais eleitos(as) — 120 \| Deputados(as) estaduais eleitos(as) — 204 \| \| -- \| --------------------------------------- \| ------------------------------ \| ------------------------------------------------------------------------------------------------------------ \| ---------------------------------------------------------------------------------------------------------------------------------- \| ----------------------------------------------------------------------------------------------------------------------------------------------------------------------------------------------------------------------------------------------------------------------- \| \| AC \| Marcus Alexandre (PT) \| Jorge Viana (PT) \| PSB / PT / PV / PRB / PODE / PROS / PCdoB / PDT / PHS / PRTB / DC / PPL / PMB / PSOL \| 1 PCdoB \| Manoel Moraes (PSB) \| \| AC \| Emylson Farias (PDT) \| Ney Amorim (PT) \| PSB / PT / PV / PRB / PODE / PROS / PCdoB / PDT / PHS / PRTB / DC / PPL / PMB / PSOL \| 1 PCdoB \| Manoel Moraes (PSB) \| \| AL \| Pinto de Luna (PROS) \| Rodrigo Cunha (PSDB) \| PSB / PSC / PSDB / PTC / PP / PROS / REDE / DEM / PRB \| João Henrique Caldas (PSB) + 1 PP, 1 PRB, 1 PSDB \| 4 PP, 2 PSDB, 1 DEM, 1 PROS \| \| AL \| Jorge VI (PSDB) \| Benedito de Lira (PP) \| PSB / PSC / PSDB / PTC / PP / PROS / REDE / DEM / PRB \| João Henrique Caldas (PSB) + 1 PP, 1 PRB, 1 PSDB \| 4 PP, 2 PSDB, 1 DEM, 1 PROS \| \| AM \| David Almeida (PSB) \| ninguém \| PSB / PODE / PMN / PROS / PMB \| ninguém \| Serafim Corrêa (PSB) \| \| AM \| Chico Preto (PMN) \| ninguém \| PSB / PODE / PMN / PROS / PMB \| ninguém \| Serafim Corrêa (PSB) \| \| AP \| João Capiberibe (PSB) \| Janete Capiberibe (PSB) \| PSB / PT \| Camilo Capiberibe (PSB) \| Cristina Almeida (PSB) \| \| AP \| Andréia Tolentino (PSB) \| Janete Capiberibe (PSB) \| PSB / PT \| Camilo Capiberibe (PSB) \| Cristina Almeida (PSB) \| \| BA \| Rui Costa (PT) \| Jacques Wagner (PT) \| PSB / PT / PP / PODE / PSD / PDT / PCdoB / PR / PRP / PMB / PMN / PROS / PTC / Avante \| Lídice da Mata (PSB), Marcelo Nilo (PSB) + 8 PT, 4 PSD, 4 PP, 2 PCdoB, 2 PR, 1 PODE \| Alex Lima (PSB), Fabiola Mansur (PSB), Marcelinho Veiga (PSB), Marquinho Viana (PSB) + 10 PT, 9 PSD, 7 PP, 3 PDT, 1 PODE, 1 PR, 1 PRP, 1 Avante \| \| BA \| João Leão (PP) \| Angelo Coronel (PSD) \| PSB / PT / PP / PODE / PSD / PDT / PCdoB / PR / PRP / PMB / PMN / PROS / PTC / Avante \| Lídice da Mata (PSB), Marcelo Nilo (PSB) + 8 PT, 4 PSD, 4 PP, 2 PCdoB, 2 PR, 1 PODE \| Alex Lima (PSB), Fabiola Mansur (PSB), Marcelinho Veiga (PSB), Marquinho Viana (PSB) + 10 PT, 9 PSD, 7 PP, 3 PDT, 1 PODE, 1 PR, 1 PRP, 1 Avante \| \| CE \| Camilo Santana (PT) \| Eunício Oliveira (MDB) \| PSB / PT / PTB / PP / PDT / PR / DEM / PCdoB / PPS / PRP / PV / PMN / PPL / PRTB / PMB / Patriota \| Denis Bezerra (PSB) + 7 PDT \| Audic Mota (PSB) + 4 PT \| \| CE \| Izolda Cela (PDT) \| Alberto Bardawil (PODE) \| PSB / PT / PTB / PP / PDT / PR / DEM / PCdoB / PPS / PRP / PV / PMN / PPL / PRTB / PMB / Patriota \| Denis Bezerra (PSB) + 7 PDT \| Audic Mota (PSB) + 4 PT \| \| DF \| Rodrigo Rollemberg (PSB) \| Leila do Vôlei (PSB) \| PSB / PDT / PCdoB / PV / REDE \| 1 PV \| José Gomes (PSB), Roosevelt Vilela (PSB) \| \| DF \| Eduardo Brandão (PV) \| Chico Leite (REDE) \| PSB / PDT / PCdoB / PV / REDE \| 1 PV \| José Gomes (PSB), Roosevelt Vilela (PSB) \| \| ES \| Renato Casagrande (PSB) \| Marcos do Val (PPS) \| PSB / PDT / PSDB / DEM / PPS / PCdoB / PV / DC / SD / PP / PTC / PSC / PPL / PRP / PSD / PHS / PROS / Avante \| Felipe Rigoni (PSB), Paulo Foletto (PSB) \| Bruno Lamas (PSB), Sergio Majeski (PSB) + 1 DC \| \| ES \| Jacqueline Moraes (PSB) \| Ricardo Ferraço (PSDB) \| PSB / PDT / PSDB / DEM / PPS / PCdoB / PV / DC / SD / PP / PTC / PSC / PPL / PRP / PSD / PHS / PROS / Avante \| Felipe Rigoni (PSB), Paulo Foletto (PSB) \| Bruno Lamas (PSB), Sergio Majeski (PSB) + 1 DC \| \| GO \| José Eliton (PSDB) \| Vanderlan Cardoso (PP) \| PSB / PSDB / PPS / PTB / PSD / SD / PV / NOVO / REDE / Avante / Patriota \| Elias Vaz (PSB) + 1 PSD, 1 PR, 1 SD, 1 PSDB \| Lissauer Vieira (PSB) + 6 PSDB, 1 PPS \| \| GO \| Raquel Teixeira (PSDB) \| Marconi Perillo (PSDB) \| PSB / PSDB / PPS / PTB / PSD / SD / PV / NOVO / REDE / Avante / Patriota \| Elias Vaz (PSB) + 1 PSD, 1 PR, 1 SD, 1 PSDB \| Lissauer Vieira (PSB) + 6 PSDB, 1 PPS \| \| MA \| Flávio Dino (PCdoB) \| Weverton Rocha (PDT) \| PSB / PCdoB / PTB / PT / PDT / PPS / PROS / PRB / PR / DEM / PP / PTC / SD / PPL / Avante / Patriota \| Bira do Pindaré (PSB) + 2 PCdoB, 1 PTB, 1 PRB, 1 DEM \| Edson Araújo (PSB), Marcelo Tavares (PSB) + 7 PDT, 6 PCdoB, 5 DEM, 3 PR, 2 PP, 1 PRB \| \| MA \| Carlos Brandão (PRB) \| Eliziane Gama (PPS) \| PSB / PCdoB / PTB / PT / PDT / PPS / PROS / PRB / PR / DEM / PP / PTC / SD / PPL / Avante / Patriota \| Bira do Pindaré (PSB) + 2 PCdoB, 1 PTB, 1 PRB, 1 DEM \| Edson Araújo (PSB), Marcelo Tavares (PSB) + 7 PDT, 6 PCdoB, 5 DEM, 3 PR, 2 PP, 1 PRB \| \| MG \| Fernando Pimentel (PT) \| Dilma Rousseff (PT) \| PSB / PT / PCdoB / DC / PR \| Emidinho Madeira (PSB), Júlio Delgado (PSB), Vilson da FETAEMG (PSB) + 8 PT, 1 PR \| Roberto Andrade (PSB) + 10 PT, 2 PR \| \| MG \| Jô Moraes (PCdoB) \| Miguel Corrêa (PT) \| PSB / PT / PCdoB / DC / PR \| Emidinho Madeira (PSB), Júlio Delgado (PSB), Vilson da FETAEMG (PSB) + 8 PT, 1 PR \| Roberto Andrade (PSB) + 10 PT, 2 PR \| \| MS \| Reinaldo Azambuja (PSDB) \| Nelsinho Trad (PTB) \| PSB / PSDB / DEM / PPS / PP / PMB / PTB / PSD / PSL / PROS / PMN / SD / Avante / Patriota \| 2 PSL \| 2 PSL, 2 PP, 2 SD, 1 PTB \| \| MS \| Murilo Zauith (DEM) \| Marcelo Miglioli (PSDB) \| PSB / PSDB / DEM / PPS / PP / PMB / PTB / PSD / PSL / PROS / PMN / SD / Avante / Patriota \| 2 PSL \| 2 PSL, 2 PP, 2 SD, 1 PTB \| \| MT \| Pedro Taques (PSDB) \| Nilson Leitão (PSDB) \| PSB / PSDB / PRTB / PSL / PPS / DC / Avante / Patriota / SD \| 1 SD \| Dr. Eugênio (PSB), Max Russi (PSB) \| \| MT \| Rui Prado (PSDB) \| Nilson Leitão (PSDB) \| PSB / PSDB / PRTB / PSL / PPS / DC / Avante / Patriota / SD \| 1 SD \| Dr. Eugênio (PSB), Max Russi (PSB) \| \| PA \| Márcio Miranda (DEM) \| Flexa Ribeiro (PSDB) \| PSB / DEM / PSDB / PDT / SD / PMN / PRTB / PPS / PRP \| Cássio Andrade (PSB) + 2 PSDB, 2 DEM \| Fabio Figueiras (PSB) \| \| PA \| José Megale (PSDB) \| Sidney Rosa (PSB) \| PSB / DEM / PSDB / PDT / SD / PMN / PRTB / PPS / PRP \| Cássio Andrade (PSB) + 2 PSDB, 2 DEM \| Fabio Figueiras (PSB) \| \| PB \| João Azevêdo (PSB) \| Veneziano Vital (PSB) \| PSB / PDT / PTB / PT / DEM / PR / PODE / PRP / PMN / PRB / PCdoB / PPS / REDE / PROS / Avante \| Gervásio Maia (PSB) + 1 PDT, 1 PTB, 1 PRB, 1 PT, 1 DEM \| Adriano Galdino (PSB), Buba Germano (PSB), Cida Ramos (PSB), Estela Bezerra (PSB), Hervazio Bezerra (PSB), Jeová Vieira Campos (PSB), Pollyana Dutra (PSB), Ricardo Barbosa (PSB) + 3 PODE, 2 PTB, 1 PCdoB, 1 PRB \| \| PB \| Lígia Feliciano (PDT) \| Luiz Couto (PT) \| PSB / PDT / PTB / PT / DEM / PR / PODE / PRP / PMN / PRB / PCdoB / PPS / REDE / PROS / Avante \| Gervásio Maia (PSB) + 1 PDT, 1 PTB, 1 PRB, 1 PT, 1 DEM \| Adriano Galdino (PSB), Buba Germano (PSB), Cida Ramos (PSB), Estela Bezerra (PSB), Hervazio Bezerra (PSB), Jeová Vieira Campos (PSB), Pollyana Dutra (PSB), Ricardo Barbosa (PSB) + 3 PODE, 2 PTB, 1 PCdoB, 1 PRB \| \| PE \| Paulo Câmara (PSB) \| Humberto Costa (PT) \| PSB / PCdoB / PT / MDB / PP / PV / PTC / SD / PRP / PRTB / PPL / PMN / Patriota \| Danilo Cabral (PSB), Felipe Carreras (PSB), Gonzaga Patriota (PSB), João Campos (PSB), Tadeu Alencar (PSB) + 1 PSD, 1 MDB, 1 PCdoB \| Adalto Santos (PSB), Aglailson Victor (PSB), Aluísio Lessa (PSB), Clodoaldo Magalhães (PSB), Diogo Moraes (PSB), Francismar Pontes (PSB), Gleide Angelo (PSB), Isaltino Nascimento (PSB), Lucas Ramos (PSB), Simone Santana (PSB), Waldemar Borges (PSB) + 3 PSD, 1 MDB \| \| PE \| Luciana Santos (PCdoB) \| Jarbas Vasconcelos (MDB) \| PSB / PCdoB / PT / MDB / PP / PV / PTC / SD / PRP / PRTB / PPL / PMN / Patriota \| Danilo Cabral (PSB), Felipe Carreras (PSB), Gonzaga Patriota (PSB), João Campos (PSB), Tadeu Alencar (PSB) + 1 PSD, 1 MDB, 1 PCdoB \| Adalto Santos (PSB), Aglailson Victor (PSB), Aluísio Lessa (PSB), Clodoaldo Magalhães (PSB), Diogo Moraes (PSB), Francismar Pontes (PSB), Gleide Angelo (PSB), Isaltino Nascimento (PSB), Lucas Ramos (PSB), Simone Santana (PSB), Waldemar Borges (PSB) + 3 PSD, 1 MDB \| \| PI \| Luciano Nunes (PSDB) \| Wilson Martins (PSB) \| PSB / PSDB / DEM \| Átila Lira (PSB) \| Gustavo Neiva (PSB), + 1 PSDB \| \| PI \| Cassandra Souza (DEM) \| Robert Rios (PSB) \| PSB / PSDB / DEM \| Átila Lira (PSB) \| Gustavo Neiva (PSB), + 1 PSDB \| \| PR \| Cida Borghetti (PP) \| Alex Canziani (PTB) \| PSB / PP / PSDB / PTB / PMN / DEM / PROS / PMB \| Aliel Machado (PSB), Luciano Ducci (PSB) + 2 PP, 2 PROS, 1 DEM, 1 PTB \| Alexandre Curi (PSB) Artagão Junior (PSB), Jonas Guimarães (PSB), Luiz Claudio Romanelli (PSB), Tiago Amaral (PSB), + 3 PSDB, 3 PP, 2 DEM, 1 PTB \| \| PR \| Coronel Malucelli (PMN) \| Beto Richa (PSDB) \| PSB / PP / PSDB / PTB / PMN / DEM / PROS / PMB \| Aliel Machado (PSB), Luciano Ducci (PSB) + 2 PP, 2 PROS, 1 DEM, 1 PTB \| Alexandre Curi (PSB) Artagão Junior (PSB), Jonas Guimarães (PSB), Luiz Claudio Romanelli (PSB), Tiago Amaral (PSB), + 3 PSDB, 3 PP, 2 DEM, 1 PTB \| \| RJ \| Pedro Fernandes (PDT) \| José Bonifácio (PDT) \| PSB / PDT \| Alessandro Molon (PSB), + 2 PDT \| Carlos Minc (PSB) \| \| RJ \| Dr. Julianelli (PSB) \| José Bonifácio (PDT) \| PSB / PDT \| Alessandro Molon (PSB), + 2 PDT \| Carlos Minc (PSB) \| \| RN \| Robinson Faria (PSD) \| Geraldo Melo (PSDB) \| PSB / PSD / PSDB/ PTB / PR / PPS / PRB / PMB / PTC / PRP / PROS / Avante \| Rafael Motta (PSB) 1 PTC, 1 PR, 1 PSD \| 5 PSDB, 2 PSD, 1 PR, 1 PROS \| \| RN \| Tião Couto (PRB) \| Geraldo Melo (PSDB) \| PSB / PSD / PSDB/ PTB / PR / PPS / PRB / PMB / PTC / PRP / PROS / Avante \| Rafael Motta (PSB) 1 PTC, 1 PR, 1 PSD \| 5 PSDB, 2 PSD, 1 PR, 1 PROS \| \| RO \| Acir Gurgacz (PDT) \| Jesualdo Júnior (PSB) \| PSB / DC / PP / PDT / PTC / SD / PTB / Avante \| Mauro Nazif (PSB) + 1 PP, 1 PDT \| Chiquinho da Emater (PSB), Ismael Crispim (PSB) \| \| RO \| Neodi de Oliveira (DC) \| Carlos Magno (PP) \| PSB / DC / PP / PDT / PTC / SD / PTB / Avante \| Mauro Nazif (PSB) + 1 PP, 1 PDT \| Chiquinho da Emater (PSB), Ismael Crispim (PSB) \| \| RR \| Suely Campos (PP) \| Ângela Portela (PDT) \| PSB / PP / PCdoB / PODE / PR / PRTB / PDT / PHS \| ninguém \| Jânio Xingu (PSB) \| \| RR \| Oleno Matos (PCdoB) \| Luciano Castro (PR) \| PSB / PP / PCdoB / PODE / PR / PRTB / PDT / PHS \| ninguém \| Jânio Xingu (PSB) \| \| RS \| José Ivo Sartori (PMDB) \| Beto Albuquerque (PSB) \| PSB / MDB / PSD / PR / PSC / PMN / PRP / PTC / Patriota \| Heitor Schuch (PSB), Liziane Bayer (PSB) + 1 PR \| Elton Weber (PSB), Dalciso Oliveira (PSB), Franciane Bayer (PSB) \| \| RS \| José Paulo Cairoli (PSD) \| José Fogaça (PMDB) \| PSB / MDB / PSD / PR / PSC / PMN / PRP / PTC / Patriota \| Heitor Schuch (PSB), Liziane Bayer (PSB) + 1 PR \| Elton Weber (PSB), Dalciso Oliveira (PSB), Franciane Bayer (PSB) \| \| SC \| Gelson Merisio (PSD) \| Esperidião Amin (PP) \| PSB / PSD / DEM / PP / PCdoB / PODE / PRB / PDT / PV / SD / PSC / PROS / PHS / PRP / PPL \| Rodrigo Coelho (PSB) + 1 PRB \| Bruno Souza (PSB), Laércio Schuster (PSB), Nazareno Martins (PSB) + 1 PRB \| \| SC \| João Paulo Kleinübing (DEM) \| Raimundo Colombo (PSD) \| PSB / PSD / DEM / PP / PCdoB / PODE / PRB / PDT / PV / SD / PSC / PROS / PHS / PRP / PPL \| Rodrigo Coelho (PSB) + 1 PRB \| Bruno Souza (PSB), Laércio Schuster (PSB), Nazareno Martins (PSB) + 1 PRB \| \| SE \| Valadares Filho (PSB) \| Antônio Carlos Valadares (PSB) \| PSB / PDT / PTB / PPL / PROS / PRP \| 1 PDT \| Luciano Pimentel (PSB) \| \| SE \| Sílvia Fontes (PDT) \| Henry Clay (PPL) \| PSB / PDT / PTB / PPL / PROS / PRP \| 1 PDT \| Luciano Pimentel (PSB) \| \| SP \| Márcio França (PSB) \| Maurren Maggi (PSB) \| PSB / PR / PSC / PPS / PTB / PV / PMB / PODE / PHS / PPL / PRP / PROS / SD / Avante / Patriota \| Jefferson Campos (PSB), Luiz Flávio Gomes (PSB), Rodrigo Agostinho (PSB), Rosana Valle (PSB) + 2 PPS, 1 PSC \| Barros Munhoz (PSB), Caio França (PSB), Carlos Cezar (PSB), Ed Thomas (PSB), Rafa Zimbaldi (PSB), Rafael Silva (PSB), Roberto Engler (PSB), Vinícius Camarinha (PSB), + 2 PTB, 2 PPS, 1 PV \| \| SP \| Coronel Eliane Nikoluk (PR) \| Mário Covas Neto (PODE) \| PSB / PR / PSC / PPS / PTB / PV / PMB / PODE / PHS / PPL / PRP / PROS / SD / Avante / Patriota \| Jefferson Campos (PSB), Luiz Flávio Gomes (PSB), Rodrigo Agostinho (PSB), Rosana Valle (PSB) + 2 PPS, 1 PSC \| Barros Munhoz (PSB), Caio França (PSB), Carlos Cezar (PSB), Ed Thomas (PSB), Rafa Zimbaldi (PSB), Rafael Silva (PSB), Roberto Engler (PSB), Vinícius Camarinha (PSB), + 2 PTB, 2 PPS, 1 PV \| \| TO \| Carlos Amastha (PSB) \| Vicentinho Alves (PR) \| PSB / PODE / PSDB / PR / MDB / PSC \| 1 PSC, 1 PR, 1 MDB \| Ricardo Ayres (PSB) 5 MDB, 2 PSDB, 1 PR \| \| TO \| Oswaldo Stival Jr (PSDB) \| Ataídes Oliveira (PSDB) \| PSB / PODE / PSDB / PR / MDB / PSC \| 1 PSC, 1 PR, 1 MDB \| Ricardo Ayres (PSB) 5 MDB, 2 PSDB, 1 PR \| |                                         |                                | | | |
| UF | Candidatos(as) a Governador(a) e a Vice | Candidatos(as) a Senadores(as) | Coligação majoritária (governo e senado)                                                                     | Deputados(as) federais eleitos(as) — 120                                                                                           | Deputados(as) estaduais eleitos(as) — 204 |
| AC | Marcus Alexandre (PT)                   | Jorge Viana (PT)               | PSB / PT / PV / PRB / PODE / PROS / PCdoB / PDT / PHS / PRTB / DC / PPL / PMB / PSOL                         | 1 PCdoB | Manoel Moraes (PSB) |
| AC | Emylson Farias (PDT)                    | Ney Amorim (PT)                | PSB / PT / PV / PRB / PODE / PROS / PCdoB / PDT / PHS / PRTB / DC / PPL / PMB / PSOL                         | 1 PCdoB | Manoel Moraes (PSB) |
| AL | Pinto de Luna (PROS)                    | Rodrigo Cunha (PSDB)           | PSB / PSC / PSDB / PTC / PP / PROS / REDE / DEM / PRB                                                        | João Henrique Caldas (PSB) + 1 PP, 1 PRB, 1 PSDB                                                                                   | 4 PP, 2 PSDB, 1 DEM, 1 PROS |
| AL | Jorge VI (PSDB)                         | Benedito de Lira (PP)          | PSB / PSC / PSDB / PTC / PP / PROS / REDE / DEM / PRB                                                        | João Henrique Caldas (PSB) + 1 PP, 1 PRB, 1 PSDB                                                                                   | 4 PP, 2 PSDB, 1 DEM, 1 PROS |
| AM | David Almeida (PSB)                     | ninguém                        | PSB / PODE / PMN / PROS / PMB                                                                                | ninguém | Serafim Corrêa (PSB) |
| AM | Chico Preto (PMN)                       | ninguém                        | PSB / PODE / PMN / PROS / PMB                                                                                | ninguém | Serafim Corrêa (PSB) |
| AP | João Capiberibe (PSB)                   | Janete Capiberibe (PSB)        | PSB / PT | Camilo Capiberibe (PSB) | Cristina Almeida (PSB) |
| AP | Andréia Tolentino (PSB)                 | Janete Capiberibe (PSB)        | PSB / PT | Camilo Capiberibe (PSB) | Cristina Almeida (PSB) |
| BA | Rui Costa (PT)                          | Jacques Wagner (PT)            | PSB / PT / PP / PODE / PSD / PDT / PCdoB / PR / PRP / PMB / PMN / PROS / PTC / Avante                        | Lídice da Mata (PSB), Marcelo Nilo (PSB) + 8 PT, 4 PSD, 4 PP, 2 PCdoB, 2 PR, 1 PODE                                                | Alex Lima (PSB), Fabiola Mansur (PSB), Marcelinho Veiga (PSB), Marquinho Viana (PSB) + 10 PT, 9 PSD, 7 PP, 3 PDT, 1 PODE, 1 PR, 1 PRP, 1 Avante |
| BA | João Leão (PP)                          | Angelo Coronel (PSD)           | PSB / PT / PP / PODE / PSD / PDT / PCdoB / PR / PRP / PMB / PMN / PROS / PTC / Avante                        | Lídice da Mata (PSB), Marcelo Nilo (PSB) + 8 PT, 4 PSD, 4 PP, 2 PCdoB, 2 PR, 1 PODE                                                | Alex Lima (PSB), Fabiola Mansur (PSB), Marcelinho Veiga (PSB), Marquinho Viana (PSB) + 10 PT, 9 PSD, 7 PP, 3 PDT, 1 PODE, 1 PR, 1 PRP, 1 Avante |
| CE | Camilo Santana (PT)                     | Eunício Oliveira (MDB)         | PSB / PT / PTB / PP / PDT / PR / DEM / PCdoB / PPS / PRP / PV / PMN / PPL / PRTB / PMB / Patriota            | Denis Bezerra (PSB) + 7 PDT | Audic Mota (PSB) + 4 PT |
| CE | Izolda Cela (PDT)                       | Alberto Bardawil (PODE)        | PSB / PT / PTB / PP / PDT / PR / DEM / PCdoB / PPS / PRP / PV / PMN / PPL / PRTB / PMB / Patriota            | Denis Bezerra (PSB) + 7 PDT | Audic Mota (PSB) + 4 PT |
| DF | Rodrigo Rollemberg (PSB)                | Leila do Vôlei (PSB)           | PSB / PDT / PCdoB / PV / REDE                                                                                | 1 PV | José Gomes (PSB), Roosevelt Vilela (PSB) |
| DF | Eduardo Brandão (PV)                    | Chico Leite (REDE)             | PSB / PDT / PCdoB / PV / REDE                                                                                | 1 PV | José Gomes (PSB), Roosevelt Vilela (PSB) |
| ES | Renato Casagrande (PSB)                 | Marcos do Val (PPS)            | PSB / PDT / PSDB / DEM / PPS / PCdoB / PV / DC / SD / PP / PTC / PSC / PPL / PRP / PSD / PHS / PROS / Avante | Felipe Rigoni (PSB), Paulo Foletto (PSB)                                                                                           | Bruno Lamas (PSB), Sergio Majeski (PSB) + 1 DC |
| ES | Jacqueline Moraes (PSB)                 | Ricardo Ferraço (PSDB)         | PSB / PDT / PSDB / DEM / PPS / PCdoB / PV / DC / SD / PP / PTC / PSC / PPL / PRP / PSD / PHS / PROS / Avante | Felipe Rigoni (PSB), Paulo Foletto (PSB)                                                                                           | Bruno Lamas (PSB), Sergio Majeski (PSB) + 1 DC |
| GO | José Eliton (PSDB)                      | Vanderlan Cardoso (PP)         | PSB / PSDB / PPS / PTB / PSD / SD / PV / NOVO / REDE / Avante / Patriota                                     | Elias Vaz (PSB) + 1 PSD, 1 PR, 1 SD, 1 PSDB                                                                                        | Lissauer Vieira (PSB) + 6 PSDB, 1 PPS |
| GO | Raquel Teixeira (PSDB)                  | Marconi Perillo (PSDB)         | PSB / PSDB / PPS / PTB / PSD / SD / PV / NOVO / REDE / Avante / Patriota                                     | Elias Vaz (PSB) + 1 PSD, 1 PR, 1 SD, 1 PSDB                                                                                        | Lissauer Vieira (PSB) + 6 PSDB, 1 PPS |
| MA | Flávio Dino (PCdoB)                     | Weverton Rocha (PDT)           | PSB / PCdoB / PTB / PT / PDT / PPS / PROS / PRB / PR / DEM / PP / PTC / SD / PPL / Avante / Patriota         | Bira do Pindaré (PSB) + 2 PCdoB, 1 PTB, 1 PRB, 1 DEM                                                                               | Edson Araújo (PSB), Marcelo Tavares (PSB) + 7 PDT, 6 PCdoB, 5 DEM, 3 PR, 2 PP, 1 PRB |
| MA | Carlos Brandão (PRB)                    | Eliziane Gama (PPS)            | PSB / PCdoB / PTB / PT / PDT / PPS / PROS / PRB / PR / DEM / PP / PTC / SD / PPL / Avante / Patriota         | Bira do Pindaré (PSB) + 2 PCdoB, 1 PTB, 1 PRB, 1 DEM                                                                               | Edson Araújo (PSB), Marcelo Tavares (PSB) + 7 PDT, 6 PCdoB, 5 DEM, 3 PR, 2 PP, 1 PRB |
| MG | Fernando Pimentel (PT)                  | Dilma Rousseff (PT)            | PSB / PT / PCdoB / DC / PR                                                                                   | Emidinho Madeira (PSB), Júlio Delgado (PSB), Vilson da FETAEMG (PSB) + 8 PT, 1 PR                                                  | Roberto Andrade (PSB) + 10 PT, 2 PR |
| MG | Jô Moraes (PCdoB)                       | Miguel Corrêa (PT)             | PSB / PT / PCdoB / DC / PR                                                                                   | Emidinho Madeira (PSB), Júlio Delgado (PSB), Vilson da FETAEMG (PSB) + 8 PT, 1 PR                                                  | Roberto Andrade (PSB) + 10 PT, 2 PR |
| MS | Reinaldo Azambuja (PSDB)                | Nelsinho Trad (PTB)            | PSB / PSDB / DEM / PPS / PP / PMB / PTB / PSD / PSL / PROS / PMN / SD / Avante / Patriota                    | 2 PSL | 2 PSL, 2 PP, 2 SD, 1 PTB |
| MS | Murilo Zauith (DEM)                     | Marcelo Miglioli (PSDB)        | PSB / PSDB / DEM / PPS / PP / PMB / PTB / PSD / PSL / PROS / PMN / SD / Avante / Patriota                    | 2 PSL | 2 PSL, 2 PP, 2 SD, 1 PTB |
| MT | Pedro Taques (PSDB)                     | Nilson Leitão (PSDB)           | PSB / PSDB / PRTB / PSL / PPS / DC / Avante / Patriota / SD                                                  | 1 SD | Dr. Eugênio (PSB), Max Russi (PSB) |
| MT | Rui Prado (PSDB)                        | Nilson Leitão (PSDB)           | PSB / PSDB / PRTB / PSL / PPS / DC / Avante / Patriota / SD                                                  | 1 SD | Dr. Eugênio (PSB), Max Russi (PSB) |
| PA | Márcio Miranda (DEM)                    | Flexa Ribeiro (PSDB)           | PSB / DEM / PSDB / PDT / SD / PMN / PRTB / PPS / PRP                                                         | Cássio Andrade (PSB) + 2 PSDB, 2 DEM                                                                                               | Fabio Figueiras (PSB) |
| PA | José Megale (PSDB)                      | Sidney Rosa (PSB)              | PSB / DEM / PSDB / PDT / SD / PMN / PRTB / PPS / PRP                                                         | Cássio Andrade (PSB) + 2 PSDB, 2 DEM                                                                                               | Fabio Figueiras (PSB) |
| PB | João Azevêdo (PSB)                      | Veneziano Vital (PSB)          | PSB / PDT / PTB / PT / DEM / PR / PODE / PRP / PMN / PRB / PCdoB / PPS / REDE / PROS / Avante                | Gervásio Maia (PSB) + 1 PDT, 1 PTB, 1 PRB, 1 PT, 1 DEM                                                                             | Adriano Galdino (PSB), Buba Germano (PSB), Cida Ramos (PSB), Estela Bezerra (PSB), Hervazio Bezerra (PSB), Jeová Vieira Campos (PSB), Pollyana Dutra (PSB), Ricardo Barbosa (PSB) + 3 PODE, 2 PTB, 1 PCdoB, 1 PRB                                                       |
| PB | Lígia Feliciano (PDT)                   | Luiz Couto (PT)                | PSB / PDT / PTB / PT / DEM / PR / PODE / PRP / PMN / PRB / PCdoB / PPS / REDE / PROS / Avante                | Gervásio Maia (PSB) + 1 PDT, 1 PTB, 1 PRB, 1 PT, 1 DEM                                                                             | Adriano Galdino (PSB), Buba Germano (PSB), Cida Ramos (PSB), Estela Bezerra (PSB), Hervazio Bezerra (PSB), Jeová Vieira Campos (PSB), Pollyana Dutra (PSB), Ricardo Barbosa (PSB) + 3 PODE, 2 PTB, 1 PCdoB, 1 PRB                                                       |
| PE | Paulo Câmara (PSB)                      | Humberto Costa (PT)            | PSB / PCdoB / PT / MDB / PP / PV / PTC / SD / PRP / PRTB / PPL / PMN / Patriota                              | Danilo Cabral (PSB), Felipe Carreras (PSB), Gonzaga Patriota (PSB), João Campos (PSB), Tadeu Alencar (PSB) + 1 PSD, 1 MDB, 1 PCdoB | Adalto Santos (PSB), Aglailson Victor (PSB), Aluísio Lessa (PSB), Clodoaldo Magalhães (PSB), Diogo Moraes (PSB), Francismar Pontes (PSB), Gleide Angelo (PSB), Isaltino Nascimento (PSB), Lucas Ramos (PSB), Simone Santana (PSB), Waldemar Borges (PSB) + 3 PSD, 1 MDB |
| PE | Luciana Santos (PCdoB)                  | Jarbas Vasconcelos (MDB)       | PSB / PCdoB / PT / MDB / PP / PV / PTC / SD / PRP / PRTB / PPL / PMN / Patriota                              | Danilo Cabral (PSB), Felipe Carreras (PSB), Gonzaga Patriota (PSB), João Campos (PSB), Tadeu Alencar (PSB) + 1 PSD, 1 MDB, 1 PCdoB | Adalto Santos (PSB), Aglailson Victor (PSB), Aluísio Lessa (PSB), Clodoaldo Magalhães (PSB), Diogo Moraes (PSB), Francismar Pontes (PSB), Gleide Angelo (PSB), Isaltino Nascimento (PSB), Lucas Ramos (PSB), Simone Santana (PSB), Waldemar Borges (PSB) + 3 PSD, 1 MDB |
| PI | Luciano Nunes (PSDB)                    | Wilson Martins (PSB)           | PSB / PSDB / DEM                                                                                             | Átila Lira (PSB) | Gustavo Neiva (PSB), + 1 PSDB |
| PI | Cassandra Souza (DEM)                   | Robert Rios (PSB)              | PSB / PSDB / DEM                                                                                             | Átila Lira (PSB) | Gustavo Neiva (PSB), + 1 PSDB |
| PR | Cida Borghetti (PP)                     | Alex Canziani (PTB)            | PSB / PP / PSDB / PTB / PMN / DEM / PROS / PMB                                                               | Aliel Machado (PSB), Luciano Ducci (PSB) + 2 PP, 2 PROS, 1 DEM, 1 PTB                                                              | Alexandre Curi (PSB) Artagão Junior (PSB), Jonas Guimarães (PSB), Luiz Claudio Romanelli (PSB), Tiago Amaral (PSB), + 3 PSDB, 3 PP, 2 DEM, 1 PTB |
| PR | Coronel Malucelli (PMN)                 | Beto Richa (PSDB)              | PSB / PP / PSDB / PTB / PMN / DEM / PROS / PMB                                                               | Aliel Machado (PSB), Luciano Ducci (PSB) + 2 PP, 2 PROS, 1 DEM, 1 PTB                                                              | Alexandre Curi (PSB) Artagão Junior (PSB), Jonas Guimarães (PSB), Luiz Claudio Romanelli (PSB), Tiago Amaral (PSB), + 3 PSDB, 3 PP, 2 DEM, 1 PTB |
| RJ | Pedro Fernandes (PDT)                   | José Bonifácio (PDT)           | PSB / PDT | Alessandro Molon (PSB), + 2 PDT | Carlos Minc (PSB) |
| RJ | Dr. Julianelli (PSB)                    | José Bonifácio (PDT)           | PSB / PDT | Alessandro Molon (PSB), + 2 PDT | Carlos Minc (PSB) |
| RN | Robinson Faria (PSD)                    | Geraldo Melo (PSDB)            | PSB / PSD / PSDB/ PTB / PR / PPS / PRB / PMB / PTC / PRP / PROS / Avante                                     | Rafael Motta (PSB) 1 PTC, 1 PR, 1 PSD                                                                                              | 5 PSDB, 2 PSD, 1 PR, 1 PROS |
| RN | Tião Couto (PRB)                        | Geraldo Melo (PSDB)            | PSB / PSD / PSDB/ PTB / PR / PPS / PRB / PMB / PTC / PRP / PROS / Avante                                     | Rafael Motta (PSB) 1 PTC, 1 PR, 1 PSD                                                                                              | 5 PSDB, 2 PSD, 1 PR, 1 PROS |
| RO | Acir Gurgacz (PDT)                      | Jesualdo Júnior (PSB)          | PSB / DC / PP / PDT / PTC / SD / PTB / Avante                                                                | Mauro Nazif (PSB) + 1 PP, 1 PDT | Chiquinho da Emater (PSB), Ismael Crispim (PSB) |
| RO | Neodi de Oliveira (DC)                  | Carlos Magno (PP)              | PSB / DC / PP / PDT / PTC / SD / PTB / Avante                                                                | Mauro Nazif (PSB) + 1 PP, 1 PDT | Chiquinho da Emater (PSB), Ismael Crispim (PSB) |
| RR | Suely Campos (PP)                       | Ângela Portela (PDT)           | PSB / PP / PCdoB / PODE / PR / PRTB / PDT / PHS                                                              | ninguém | Jânio Xingu (PSB) |
| RR | Oleno Matos (PCdoB)                     | Luciano Castro (PR)            | PSB / PP / PCdoB / PODE / PR / PRTB / PDT / PHS                                                              | ninguém | Jânio Xingu (PSB) |
| RS | José Ivo Sartori (PMDB)                 | Beto Albuquerque (PSB)         | PSB / MDB / PSD / PR / PSC / PMN / PRP / PTC / Patriota                                                      | Heitor Schuch (PSB), Liziane Bayer (PSB) + 1 PR                                                                                    | Elton Weber (PSB), Dalciso Oliveira (PSB), Franciane Bayer (PSB) |
| RS | José Paulo Cairoli (PSD)                | José Fogaça (PMDB)             | PSB / MDB / PSD / PR / PSC / PMN / PRP / PTC / Patriota                                                      | Heitor Schuch (PSB), Liziane Bayer (PSB) + 1 PR                                                                                    | Elton Weber (PSB), Dalciso Oliveira (PSB), Franciane Bayer (PSB) |
| SC | Gelson Merisio (PSD)                    | Esperidião Amin (PP)           | PSB / PSD / DEM / PP / PCdoB / PODE / PRB / PDT / PV / SD / PSC / PROS / PHS / PRP / PPL                     | Rodrigo Coelho (PSB) + 1 PRB | Bruno Souza (PSB), Laércio Schuster (PSB), Nazareno Martins (PSB) + 1 PRB |
| SC | João Paulo Kleinübing (DEM)             | Raimundo Colombo (PSD)         | PSB / PSD / DEM / PP / PCdoB / PODE / PRB / PDT / PV / SD / PSC / PROS / PHS / PRP / PPL                     | Rodrigo Coelho (PSB) + 1 PRB | Bruno Souza (PSB), Laércio Schuster (PSB), Nazareno Martins (PSB) + 1 PRB |
| SE | Valadares Filho (PSB)                   | Antônio Carlos Valadares (PSB) | PSB / PDT / PTB / PPL / PROS / PRP                                                                           | 1 PDT | Luciano Pimentel (PSB) |
| SE | Sílvia Fontes (PDT)                     | Henry Clay (PPL)               | PSB / PDT / PTB / PPL / PROS / PRP                                                                           | 1 PDT | Luciano Pimentel (PSB) |
| SP | Márcio França (PSB)                     | Maurren Maggi (PSB)            | PSB / PR / PSC / PPS / PTB / PV / PMB / PODE / PHS / PPL / PRP / PROS / SD / Avante / Patriota               | Jefferson Campos (PSB), Luiz Flávio Gomes (PSB), Rodrigo Agostinho (PSB), Rosana Valle (PSB) + 2 PPS, 1 PSC                        | Barros Munhoz (PSB), Caio França (PSB), Carlos Cezar (PSB), Ed Thomas (PSB), Rafa Zimbaldi (PSB), Rafael Silva (PSB), Roberto Engler (PSB), Vinícius Camarinha (PSB), + 2 PTB, 2 PPS, 1 PV                                                                              |
| SP | Coronel Eliane Nikoluk (PR)             | Mário Covas Neto (PODE)        | PSB / PR / PSC / PPS / PTB / PV / PMB / PODE / PHS / PPL / PRP / PROS / SD / Avante / Patriota               | Jefferson Campos (PSB), Luiz Flávio Gomes (PSB), Rodrigo Agostinho (PSB), Rosana Valle (PSB) + 2 PPS, 1 PSC                        | Barros Munhoz (PSB), Caio França (PSB), Carlos Cezar (PSB), Ed Thomas (PSB), Rafa Zimbaldi (PSB), Rafael Silva (PSB), Roberto Engler (PSB), Vinícius Camarinha (PSB), + 2 PTB, 2 PPS, 1 PV                                                                              |
| TO | Carlos Amastha (PSB)                    | Vicentinho Alves (PR)          | PSB / PODE / PSDB / PR / MDB / PSC                                                                           | 1 PSC, 1 PR, 1 MDB | Ricardo Ayres (PSB) 5 MDB, 2 PSDB, 1 PR |
| TO | Oswaldo Stival Jr (PSDB)                | Ataídes Oliveira (PSDB)        | PSB / PODE / PSDB / PR / MDB / PSC                                                                           | 1 PSC, 1 PR, 1 MDB | Ricardo Ayres (PSB) 5 MDB, 2 PSDB, 1 PR |

### Eleições presidenciais
| Ano  | Imagem | Candidato(a) a Presidente | Candidato a Vice-Presidente | Coligação | Votos | Posição |
| ---- | --- | --- | --- | --- | --- | --- |
| 1989 | | Luiz Inácio Lula da Silva (PT) | José Paulo Bisol (PSB) | Frente Brasil Popular (PT, PSB e PCdoB) | 31.076.364 (46,97%) | 2.ª |
| 1994 | | Luiz Inácio Lula da Silva (PT) | Aloizio Mercadante (PT) | Frente Brasil Popular pela Cidadania (PT, PSB, PCdoB, PPS, PV e PSTU)                                                                       | 17.122.127 (27,04%) | 2.ª |
| 1998 | | Luiz Inácio Lula da Silva (PT) | Leonel Brizola (PDT) | União do Povo Muda Brasil (PT, PDT, PSB, PCdoB e PCB)                                                                                       | 21.475.218 (31,71%) | 2.ª |
| 2002 | | Anthony Garotinho (PSB) | José Antonio Figueiredo (PSB) | Brasil Esperança (PSB, PGT e PTC) | 15.180.097 (17,86%) | 3.ª |
| 2002 | Segundo turno: apoio ao candidato vitorioso Luiz Inácio Lula da Silva (PT)                                                                  | | | | | |
| 2006 | | Luiz Inácio Lula da Silva (PT) | José Alencar (PRB) | A Força do Povo (PT, PRB e PCdoB) apoio informal do PSB                                                                                     | 58.295.042 (60,83%) | 1.ª |
| 2010 | | Dilma Rousseff (PT) | Michel Temer (PMDB) | Para o Brasil seguir Mudando (PT, PMDB, PR, PSB, PDT, PCdoB, PSC, PRB, PTC e PTN)                                                           | 55.752.529 (56,05%) | 1.ª |
| 2014 | | Marina Silva (PSB) | Beto Albuquerque (PSB) | Unidos pelo Brasil (PSB, PHS, PRP, PPS, PPL e PSL)                                                                                          | 22.176.619 (21,32%) | 3.ª |
| 2014 | Segundo turno: apoio ao candidato derrotado Aécio Neves (PSDB)                                                                              | | | | | |
| 2018 | Primeiro turno: neutralidade. Segundo turno: apoio ao candidato derrotado Fernando Haddad (PT), com liberação dos diretórios do DF e de SP. | Primeiro turno: neutralidade. Segundo turno: apoio ao candidato derrotado Fernando Haddad (PT), com liberação dos diretórios do DF e de SP. | Primeiro turno: neutralidade. Segundo turno: apoio ao candidato derrotado Fernando Haddad (PT), com liberação dos diretórios do DF e de SP. | Primeiro turno: neutralidade. Segundo turno: apoio ao candidato derrotado Fernando Haddad (PT), com liberação dos diretórios do DF e de SP. | Primeiro turno: neutralidade. Segundo turno: apoio ao candidato derrotado Fernando Haddad (PT), com liberação dos diretórios do DF e de SP. | Primeiro turno: neutralidade. Segundo turno: apoio ao candidato derrotado Fernando Haddad (PT), com liberação dos diretórios do DF e de SP. |
| 2022 | | Luiz Inácio Lula da Silva (PT) | Geraldo Alckmin (PSB) | Brasil da Esperança (FE Brasil, PSB, Solidariedade, Fed. PSOL REDE, Avante, Agir e PROS)                                                    | 60.345.999 (50,90%) | 1.ª |

## Presidentes Nacionais
Esta é a Lista de Presidentes Nacionais do Partido Socialista Brasileiro, desde sua fundação, em 1985.
| Presidente                    | Vice-presidente          | Início do Mandato     | Fim do Mandato        |
| ----------------------------- | ------------------------ | --------------------- | --------------------- |
| Jamil Haddad (PSB-RJ)         |                          | 2 de julho de 1985    | 13 de agosto de 1993  |
| Miguel Arraes (PSB-PE)        | Eduardo Campos (PSB-PE)  | 13 de agosto de 1993  | 13 de agosto de 2005  |
| Eduardo Campos (PSB-PE)       |                          | 13 de agosto de 2005  | 13 de agosto de 2014  |
| Roberto Amaral (PSB-CE)       |                          | 13 de agosto de 2014  | 13 de outubro de 2014 |
| Carlos Siqueira (PSB-PE)      | Paulo Câmara (PSB-PE)    | 13 de outubro de 2014 | 1.º de junho de 2025  |
| João Henrique Campos (PSB-PE) | Geraldo Alckmin (PSB-SP) | 1.º de junho de 2025  | Atualidade            |